# Пуцко Поліна
Полі́на Пуцко́ (* 2006) — українська біатлоністка. Бронзова призерка Юнацьких олімпійських ігор-2024.

## З життєпису
Народилась 2006 року. Донька Інни Супрун та Олександра Пуцка.
В біатлоні з 2018 року; представниця Сумщини; навчалася на медсестру; Конотопський фаховий медичний коледж.
Зимові юнацькі Олімпійські ігри 2024 — здобуває для України бронзову нагороду у спринтерській біатлонній гонці на 6 км.